# Automaton (album)
Automaton è l'ottavo album in studio del gruppo musicale britannico Jamiroquai, pubblicato il 31 marzo 2017.

## Tracce
1. Shake It On – 5:14
2. Automaton – 4:47
3. Cloud 9 – 3:56
4. Superfresh – 3:48
5. Hot Property – 4:31
6. Something About You – 3:58
7. Summer Girl – 5:31
8. Nights Out in the Jungle – 5:09
9. Dr Buzz – 6:01
10. We Can Do It – 4:06
11. Vitamin – 4:26
12. Carla – 5:33

La traccia "Shake It On" è stata pubblicata in Italia come singolo in airplay al posto di Superfresh.

## Formazione
- Jason Kay – voce
- Matthew Johnson – tastiera, programmazione
- Paul Turner – basso
- Rob Harris – chitarra
- Derrick McKenzie – batteria
- Sola Akingbola – percussioni

## Classifiche
| Classifica (2017)              | Posizione massima |
| ------------------------------ | ----------------- |
| Australia                      | 7                 |
| Austria                        | 6                 |
| Belgio (Fiandre)               | 11                |
| Belgio (Vallonia)              | 10                |
| Canada                         | 19                |
| Finlandia                      | 14                |
| Francia                        | 3                 |
| Germania                       | 5                 |
| Giappone                       | 9                 |
| Italia                         | 1                 |
| Nuova Zelanda                  | 30                |
| Paesi Bassi                    | 4                 |
| Polonia                        | 17                |
| Portogallo                     | 18                |
| Regno Unito                    | 4                 |
| Repubblica Ceca                | 9                 |
| Spagna                         | 4                 |
| Stati Uniti                    | 94                |
| Stati Uniti (dance/electronic) | 2                 |
| Svizzera                       | 2                 |